# Ordenanza de Villers-Cotterêts

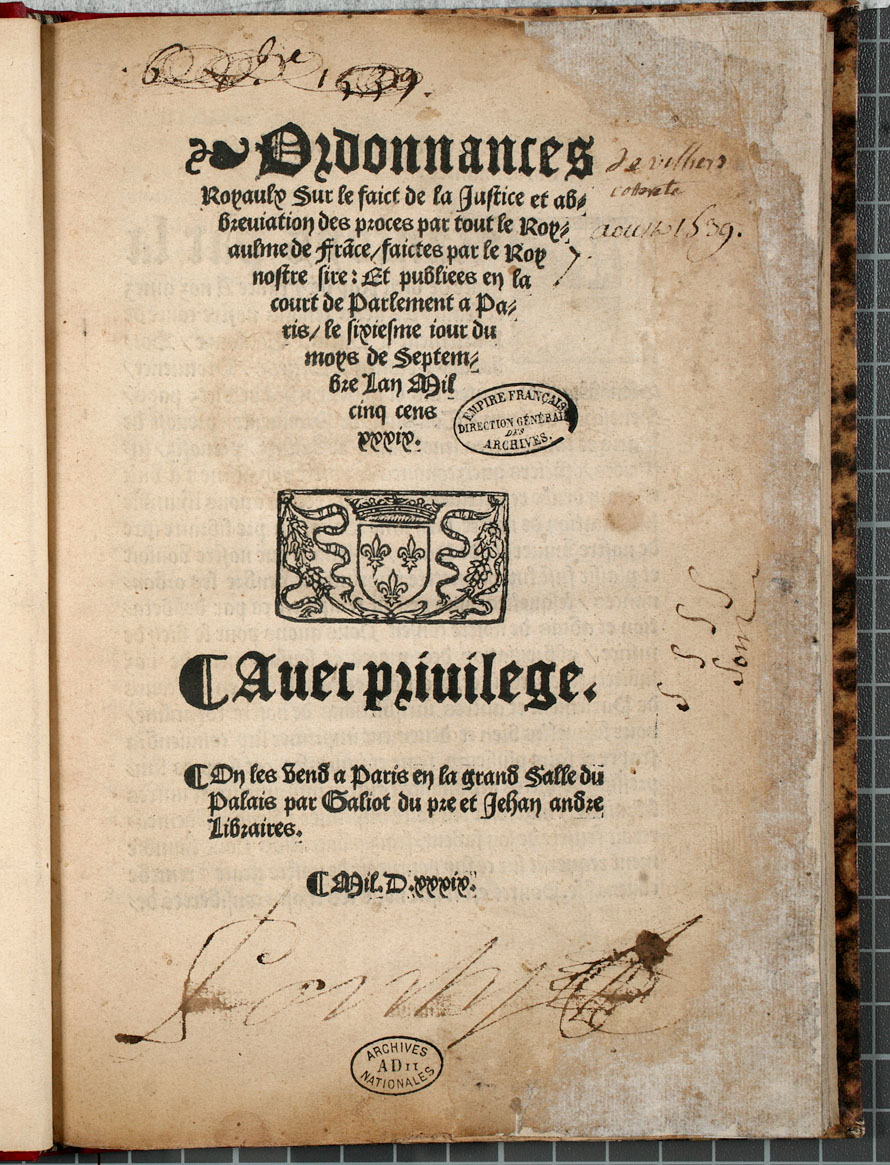
Primera página de la ordenanza de Villers-Cotterêts.

La ordenanza (o, impropiamente, el edicto) de Villers-Cotterêts es un documento legislativo firmado en Villers-Cotterêts (en el departamento actual de Aisne) entre el 10 y el 15 de agosto de 1539 por el rey de Francia Francisco I, registrado en el Parlamento de París el 6 de septiembre de 1539. Esta ordenanza es el texto legislativo más antiguo que aún se encuentra en vigor en Francia, ya que sus artículos 110 y 111 (concernientes a la lengua francesa) no han sido nunca abolidos.
Con un total de 192 artículos, la ordenanza reforma la jurisdicción eclesiástica, reduce determinadas prerrogativas de las ciudades, y convierte en obligatorios los registros de bautismos. Sin embargo, es particularmente conocida por ser la primera que establece la primacía y la exclusividad del francés en los documentos relativos a la vida pública; en efecto, con el fin de facilitar la comprensión de los actos de la administración y de la justicia, esta ordenanza obliga a que dichos actos estén redactados en este idioma. Asimismo, el francés pasa a ser la lengua oficial del derecho y de la Administración francesa, en lugar del latín y de las demás lenguas del país.
Esta ordenanza, con el título de «Ordenanza general sobre el hecho de la justicia, policía y finanzas», fue redactada por el canciller Guillaume Poyet, abogado y miembro del Consejo Privado del rey. Durante mucho tiempo fue apodada Guillemine o Guilelmine en referencia a su autor. Fuera de los Archivos Nacionales, no existen más que dos ejemplares originales en pergamino: uno en los Archivos Departamentales de Bocas del Ródano en Aix-en-Provence y el otro en los Archivos Departamentales de Isère.

## Historia

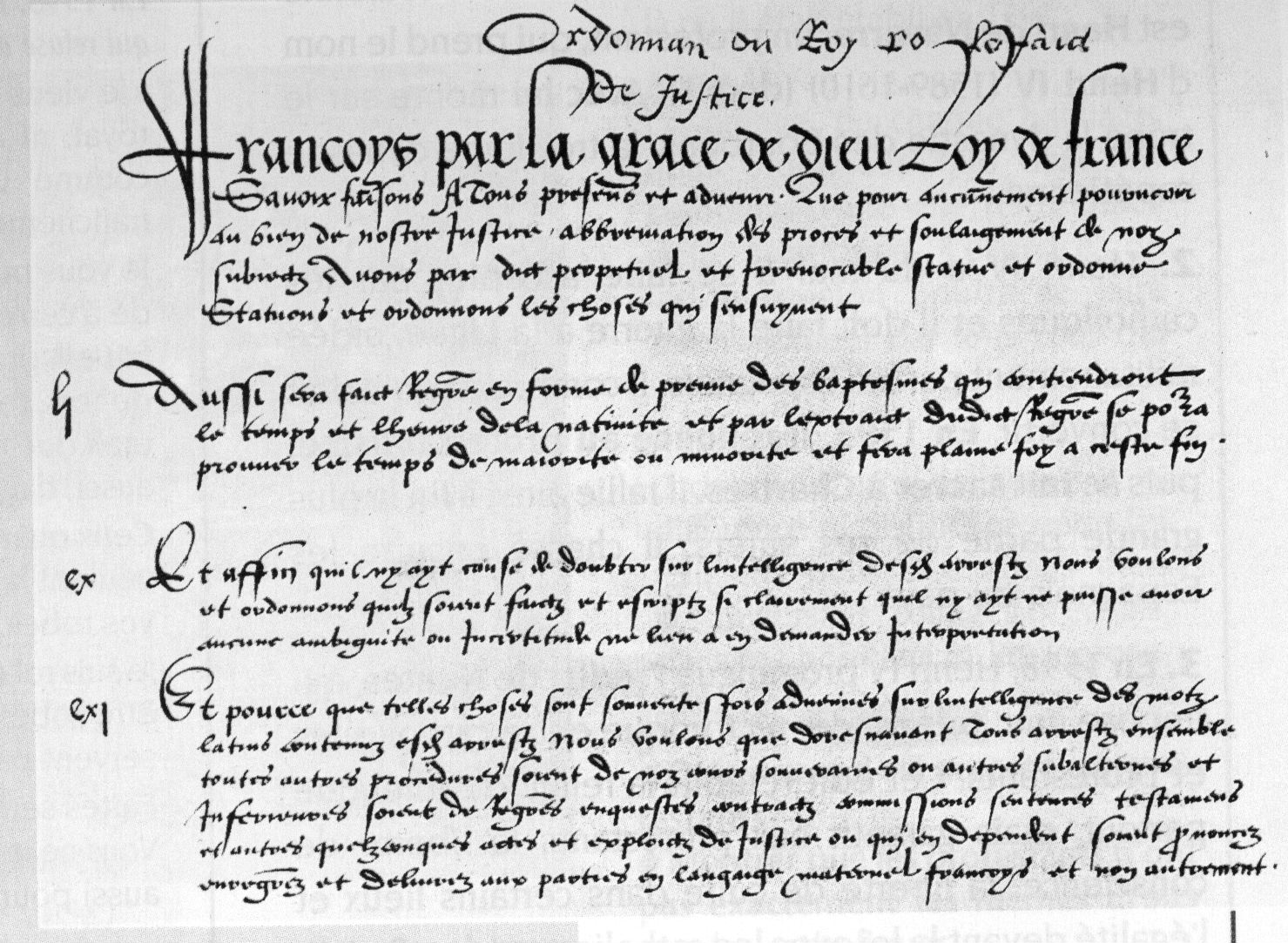
Una de las páginas de la ordenanza de Villers-Cotterêts.

A partir del siglo XIII, los notarios reales escribían en francés, y entre los siglos XIV y XVI el francés se fue imponiendo poco a poco como lengua administrativa en los decretos reales en detrimento no sólo del latín, sino también de las demás lenguas vernáculas. La ordenanza de Villers-Cotterêts no hizo otra cosa que apoyar un movimiento de centralización lingüística ya iniciado algunos siglos antes. No hay que perder de vista que, en esta época (y hasta el siglo XIX, pues este proceso sólo se culminó en el siglo XX, durante la Primera Guerra Mundial), el francés era esencialmente la lengua de la corte, las élites (nobleza y clero), los comerciantes y parte de los escritores; el pueblo llano hablaba un gran número de lenguas vernáculas (esencialmente lenguas de oïl y de oc) que a menudo recibían el apelativo despectivo de «patois».
La ordenanza se inscribe en una serie de decisiones reales que intentan reemplazar progresivamente el latín por las lenguas maternas en los actos del Derecho. Una ordenanza promulgada en 1454 en el castillo de Montils-lès-Tours (reconstruido y llamado posteriormente Castillo de Plessis-lez-Tours en el reinado de Luis XI), por Carlos VII, había obligado a redactar las costumbres orales que tenían fuerza de derecho; estas redacciones se realizaban en las lenguas vulgares: las lenguas de oïl en el norte y las de oc en el sur.
Otras ordenanzas anteriores habían preconizado el uso de lenguas vernáculas, aunque sin obligar a usar el francés:
- Ordenanza de Moulins (artículo 101),[5] por Carlos VIII en 1490: obligaba a emplear las lenguas vulgares y maternas, y no el latín, en los interrogatorios y en los procesos verbales.
- Ordenanza de Lyon en 1510 por Luis XII:[6] esta ordenanza imponía que la lengua jurídica para todos los actos de justicia fuera la del pueblo, y no el latín; de forma que los asuntos jurídicos debían emplear la multitud de lenguas presentes en la Francia de entonces.
- Ordenanza de Is-sur-Tille promulgada por Francisco I el 10 de octubre de 1535:[7] la ordenanza de Luis XII se extendía a Languedoc.

## Contenido
La ordenanza fue redactada en francés medio; aquí se ha respetado la ortografía original.

### Concerniendo la tenencia deregistros
art. 51. Aussi sera faict registre en forme de preuve des baptesmes, qui contiendront le temps de l'heure de la nativite, et par l'extraict dud. registre se pourra prouver le temps de majorité ou minorité et fera plaine foy a ceste fin.
(También se tendrán registros como prueba de los bautismos, que contendrán la fecha y hora del nacimiento, y cuyo extracto servirá para demostrar la mayoría o minoría y dará plena fe a este fin).

### Concerniendo el uso de la lengua francesa en los actos oficiales
art. 110. Que les arretz soient clers et entendibles
Et afin qu'il n'y ayt cause de doubter sur l'intelligence desdictz arretz. Nous voulons et ordonnons qu'ilz soient faictz et escriptz si clerement qu'il n'y ayt ne puisse avoir aulcune ambiguite ou incertitude, ne lieu a en demander interpretacion.
(Que los fallos sean claros y comprensibles. Y para que no haya causa de duda del sentido de dichos fallos, queremos y ordenamos que sean hechos y escritos de forma tan clara que no pueda haber ninguna ambigüedad o incertidumbre, ni motivo para solicitar una explicación.)

art. 111.De prononcer et expedier tous actes en langaige françoys
Et pour ce que telles choses sont souventesfoys advenues sur l'intelligence des motz latins contenuz es dictz arretz. Nous voulons que doresenavant tous arretz ensemble toutes aultres procedeures, soient de nous cours souveraines ou aultres subalternes et inferieures, soient de registres, enquestes, contractz, commisions, sentences, testamens et aultres quelzconques actes et exploictz de justice ou qui en dependent, soient prononcez, enregistrez et delivrez aux parties en langage maternel francoys et non aultrement.
(De pronunciar y realizar todos los actos en lengua francesa. Y como tales cosas suceden muy a menudo, a propósito de la [mala] comprensión de las palabras latinas empleadas en dichos fallos, queremos que de ahora en adelante todos los fallos y otros procedimientos, sean de nuestras cortes soberanas o de otras, subalternas e inferiores, sean registros, expedientes, contratos, comisiones, sentencias, testamentos y todos los actos y ejecuciones de justicia o de derecho, cualesquiera que sean, sean pronunciados, grabados y entregados a las partes en lengua materna francesa y no de otra forma.)

## Lengua materna francesa
Como había más de una sola lengua materna francesa en 1539, algunos juristas han podido interpretar que el edicto real no se limitaba a la lengua francesa, sino que su protección se extendía a todas las lenguas maternas del reino.
En 1790, la Asamblea Nacional empezó haciendo traducir las leyes y los decretos a todas las lenguas regionales antes de abandonar este esfuerzo que le resultaba demasiado costoso.
El decreto del 2 de thermidor del Año II impuso el francés como lengua única de toda la administración. Fue bajo esta interpretación, y no a partir del texto original de la ordenanza, y con el objetivo de proteger el francés de la influencia del inglés, que se modificó en 1992 el artículo 2 de la Constitución de la Quinta República Francesa.

### Otra disposición jurídica
La ordenanza de Villers-Cotterêts también contiene una disposición que podría interpretarse como la aparición de la legítima defensa en el derecho francés. En efecto, la disposición precisa que aquel que reacciona para defenderse queda absuelto por la gracia del rey:

Art. 168. Nous défendons à tous gardes des sceaux de nos chancelleries et cours souveraines, de ne bailler aucunes grâces ou rémissions, fors celles de justice ; c’est à sçavoir aux homicidaires, qui auraient esté contraints faire des homicides pour le salut et défense de leurs personnes, et autres cas où il est dit par la loi, que les délinquans se peuvent ou doivent retirer par devers le souverain prince pour en avoir grâce.
(Prohibimos a todos los [jueces] acordar gracias o remisiones salvo aquellas de justicia; a saber: en el caso de homicidas que hubieran sido obligados a cometer homicidio por la salud y la defensa de sus personas, y otros casos donde esté dicho por la ley, que los delincuentes puedan o deban retirarse hacia el príncipe soberano para obtener la gracia.)